# Šarbanovac (Sokobanja)
Šarbanovac (em cirílico: Шарбановац) é uma vila da Sérvia localizada no município de Sokobanja, pertencente ao distrito de Zaječar, na região de Banja. A sua população era de 405 habitantes segundo o censo de 2011.

## Demografia
| 1948 | 1953 | 1961 | 1971 | 1981 | 1991 | 2002 | 2011 |
| ---- | ---- | ---- | ---- | ---- | ---- | ---- | ---- |
| 1130 | 1158 | 1123 | 994  | 861  | 708  | 514  | 405  |